# Pericoresi
Il termine pericoresi (dal greco περιχώρησις, perichóresis, "penetrazione", derivato di περιχωρέω, perichoréo, "ruotare", "fare un movimento circolare") è specifico della teologia trinitaria, e indica la compenetrazione reciproca e necessaria delle Tre Persone divine nella Trinità, sulla base dell'unità di essenza in Dio. Le tre ipostasi del Padre, del Figlio e dello Spirito Santo "si muovono l'una nell'altra", ossia si appartengono a vicenda. Il termine nasce in ambito cristologico, dove serve per spiegare la cosiddetta "comunicazione degli idiomi" (communicatio idiomatum). Con San Giovanni Damasceno il concetto viene introdotto in ambito trinitario. 
In latino il termine greco περιχώρησις viene reso, in senso più dinamico, con circumsessio (San Bonaventura) e, in senso più statico, con circuminsessio (San Tommaso). 

## La pericoresi e la creazione
Per comprendere fino in fondo la rilevanza del concetto di pericoresi all'interno della teologia cattolica è necessario indagare la sua centralità nell'atto della Creazione. Il problema principale che è stato mosso contro i sostenitori dell'atto di Creazione come fondamento del tutto risiede nel domandarsi come è possibile sostenere gli attributi divini nella loro coerenza e contemporaneamente sostenere la logicità dell'atto di creazione. Come è possibile sostenere che la Creazione sia un atto d'amore e perciò un atto libero di Dio? Senza la nozione di pericoresi si sarebbe portati a considerare che, se Dio è amore, non può rimanere chiuso in sé stesso e non dare effettualità all'amore che egli stesso è, in altre parole, si sarebbe portati a pensare che, se Dio è amore, non può non creare. Eppure se si segue questo ragionamento e si ammette che la Creazione sia stato un atto necessario per non rinunciare alla premessa fondamentale che Dio è amore, si deve dedurre che Dio non è perfetto, perché un essere perfetto dovrebbe essere compiuto in sé stesso, senza alcun bisogno di realizzazione esterna e senza che il suo stesso essere lo vincoli ad agire al di fuori della propria libera volontà. Da queste premesse sembra evidente che è impossibile affermare che Dio è il creatore del tutto e allo stesso tempo riconoscergli gli attributi di innocenza, onnipotenza e onniscienza. Tutto ciò è risolvibile attraverso la nozione della pericoresi, che aiuta a comprendere che Dio ha creato liberamente, che la Creazione non è stata un vincolo necessario e che quindi si possa dire che Dio è Amore e contemporaneamente che Dio è perfetto. Tutto questo perché grazie alla nozione di pericoresi si comprende come Dio crea liberamente, perché il suo essere amore si realizza compiutamente in Dio stesso, in quel flusso di amore che attraverso la pericoresi, attraverso l'unità delle tre Persone, introduce a uno spiraglio del volto di Dio.

## La pericoresi contro il panteismo
La pericoresi è una nozione chiave anche per allontanare la dottrina della teologia cattolica dal rischio di confondere il Creatore con la creazione. Per capire come la pericoresi ci permette di allontanarci dai rischi di panteismo, è necessario anzitutto distinguere l'essenza divina dalla forma data dal flusso di amore tra le tre persone. La seconda premessa è che Dio non solo è il Creatore del tutto, ma solo di Dio si può dire che “è”, poiché tutto il creato è per derivazione dal solo Essere: infatti solo in Dio essenza ed esistenza coincidono, mentre per ogni creatura non coincidono. La terza e ultima premessa è capire cosa accade nell'atto di creazione: infatti, se solo di Dio si può dire che è, allora nella creazione vi è un'emanazione dall'unico Essere per dare compimento alla creazione. Nelle teologie in cui non compare il concetto di pericoresi, ovvero dove compare la figura di un dio uno e non uno e trino, l'emanazione che avviene durante l'atto di creazione non può che coinvolgere l'interezza di Dio, non può non essere l'essenza divina ad essere esternalizzata. 
Da questo ragionamento si deduce che, in una prospettiva dove non compare la pericoresi dopo l'atto di creazione, Dio si trova in ogni creatura, perdendo così la differenza originaria tra Creatore e creato e perciò cadendo in un mero panteismo. Contrariamente ad una prospettiva panteista, nella teologia cattolica, grazie al concetto di pericoresi, si può comprendere come nell'atto di creazione non è l'essenza divina ad essere comunicata ed esternalizzata, ma la forma dell'essenza fondata sul flusso di amore tra le tre Persone di Dio che procedono l'una con l'altra in un movimento fuori dal tempo.

## La pericoresi e l'uomo
La pericoresi è un concetto chiave nella teologia cattolica per comprendere non solo la natura divina, ma anche la natura umana. La nozione di pericoresi rivela il legame di amore che intercorre tra le tre Persone divine; ma se la creazione è l'emanazione non dell'essenza divina, ma della forma d'amore, questo implica due verità fondamentali: che la creazione è un atto d'amore e, cosa più importante, che l'amore è la materia della quale sono formate tutte le creature, ovvero l'amore è la sostanza di cui sono composti gli uomini come ogni altra cosa. Da questa argomentazione derivano anche considerazioni etiche e morali, poiché il vivere nella rettitudine, nella bontà, nella letizia, nella giustizia, nella condivisione, nel perdono, nell'amore non è più un comandamento caduto dall'alto, non è più un'imposizione esterna, non è più una mera condizione necessaria per giungere alla salvezza della vita eterna, ma diventa il rispetto della condizione d'essere umana, della natura umana, dell'ontologia umana.

## Citazioni
“Altro dall'altro ed entrambi un'unica cosa; non entrambi Uno, ma Altro nell'Altro perché non c'è nient'altro in entrambi” (De Trinitate, Ilario)
“Non viene confusa da alcuna mescolanza, per quanto ciascuno sia nel proprio Sé ed in rapporto agli Altri interamente nell'Altro, che per parte sua rappresenta l'Intero, così che ciascuno è negli altri due e gli altri due in ciascuno, e così è tutto in tutti” (De Trinitate, Agostino)